# Anatolij Tymosjtsjoek
Anatolij Oleksandrovytsj Tymosjtsjoek (Oekraïens: Тимощук Анатолій Олександрович) (Loetsk, 30 maart 1979) is een Oekraïens voormalig voetballer die bij voorkeur op het middenveld speelde. Hij kwam van 1995 tot en met 2016 uit voor Volyn Loetsk, Sjachtar Donetsk, FK Zenit, Bayern München en Kairat Almaty. Tymosjtsjoek was van 2000 tot en met 2016 international in het Oekraïens voetbalelftal, waarvoor hij 144 interlands speelde en vier keer scoorde. Zijn hoogtepunten als clubspeler waren het winnen van de UEFA Cup met Sjachtar Donetsk en het winnen van de UEFA Champions League met Bayern München.

## Clubcarrière
Bayern München was voor Tymosjtsjoek in 2009 de vierde club in zijn carrière in het betaald voetbal, die vijftien seizoenen eerder begon. Daarvoor kwam hij uit voor Volyn Loetsk (waar hij de jeugdopleiding afmaakte), tien seizoenen voor FC Sjachtar Donetsk en drie voor Sint-Petersburg, waarvan hij een tijd aanvoerder was. Voor Girnyky – de bijnaam van Sjachtar Donetsk – speelde hij zeven jaargangen in de UEFA Champions League. In het seizoen 2009/10 was Tymosjtsjoek met Bayern München verliezend finalist in de Champions League (0–2) tegen Inter Milaan. Hijzelf kwam in de eindstrijd niet in actie. Ook in de seizoenen 2011/12 en 2012/13 bereikte Tymosjtsjoek de finale met wisselend succes. In 2013 vierde hij met Bayern de eindzege in de Champions League. Na het succesvolle seizoen waarin Bayern ook nog de landstitel en de beker won, raakte bekend dat Tymosjtsjoek een contract voor twee jaar tekende bij zijn voormalige ploeg Zenit Sint-Petersburg. Hiervan nam hij in juli 2015 voor de tweede keer afscheid om een contract tot eind 2016 te tekenen bij Kairat Almaty.

## Spelersstatistieken
| Seizoen | Club             | Competitie    | Duels | Doelp. |
| ------- | ---------------- | ------------- | ----- | ------ |
| 1995/96 | Volyn Loetsk     | Vysjtsja Liha | 10    | 1      |
| 1996/97 | Volyn Loetsk     | Persja Liha   | 38    | 6      |
| 1997/98 | Volyn Loetsk     | Persja Liha   | 14    | 1      |
| 1997/98 | Sjachtar Donetsk | Vysjtsja Liha | 9     | 3      |
| 1998/99 | Sjachtar Donetsk | Vysjtsja Liha | 18    | 2      |
| 1999/00 | Sjachtar Donetsk | Vysjtsja Liha | 23    | 0      |
| 2000/01 | Sjachtar Donetsk | Vysjtsja Liha | 25    | 4      |
| 2001/02 | Sjachtar Donetsk | Vysjtsja Liha | 26    | 3      |
| 2002/03 | Sjachtar Donetsk | Vysjtsja Liha | 30    | 4      |
| 2003/04 | Sjachtar Donetsk | Vysjtsja Liha | 29    | 6      |
| 2004/05 | Sjachtar Donetsk | Vysjtsja Liha | 25    | 4      |
| 2005/06 | Sjachtar Donetsk | Vysjtsja Liha | 26    | 5      |
| 2006/07 | Sjachtar Donetsk | Vysjtsja Liha | 15    | 1      |
| 2007    | FK Zenit         | Premjer-Liga  | 29    | 4      |
| 2008    | FK Zenit         | Premjer-Liga  | 27    | 6      |
| 2009    | FK Zenit         | Premjer-Liga  | 11    | 0      |
| 2009/10 | Bayern München   | Bundesliga    | 21    | 0      |
| 2010/11 | Bayern München   | Bundesliga    | 26    | 3      |
| 2011/12 | Bayern München   | Bundesliga    | 23    | 3      |
| 2012/13 | Bayern München   | Bundesliga    | 16    | 1      |
| 2013/14 | FK Zenit         | Premjer-Liga  | 22    | 0      |
| 2014/15 | FK Zenit         | Premjer-Liga  | 11    | 0      |
| 2015    | Kairat           | Premjer-Liga  | 10    | 0      |
| 2016    | Kairat           | Premjer-Liga  | 24    | 1      |

## Interlandcarrière
Tymosjtsjoek maakte op 26 april 2000 zijn debuut in het Oekraïens voetbalelftal in een vriendschappelijke interland tegen Bulgarije (0–1 overwinning). Tymosjtsjoek speelde op het wereldkampioenschap voetbal 2006 in Duitsland vijf wedstrijden voor Oekraïne en op het Europees kampioenschap voetbal 2012 in eigen land drie wedstrijden. Op 19 mei 2016 werd Tymosjtsjoek opgenomen in de Oekraïense selectie voor het Europees kampioenschap voetbal 2016 in Frankrijk. Oekraïne werd in de groepsfase uitgeschakeld na nederlagen tegen Duitsland (0–2), Noord-Ierland (0–2) en Polen (0–1).

## Erelijst
Sjachtar Donetsk II
- Droeha Liha: 1997/98

 Sjachtar Donetsk
- Vysjtsja Liha: 2001/02, 2004/05, 2005/06
- Beker van Oekraïne: 2000/01, 2001/02, 2003/04
- Supercup van Oekraïne: 2005

 FK Zenit
- Premjer-Liga: 2007, 2014/15
- Supercup van Rusland: 2008
- UEFA Cup: 2007/08
- UEFA Super Cup: 2008

 Bayern München
- Bundesliga: 2009/10, 2012/13
- DFB-Pokal: 2009/10, 2012/13
- DFL-Supercup: 2010, 2012
- UEFA Champions League: 2012/13

 Kairat
- Beker van Kazachstan: 2015
- Supercup van Kazachstan: 2016

## Trainerscarrière
Tymosjtsjoek werd in 2017 assistent-trainer bij de Russische club FK Zenit. Op 11 maart 2022 werd Tymosjtsjoek door de Oekraïense voetbalbond levenslang geschorst, omdat hij weigerde de Russische inval in Oekraïne te veroordelen. Ook al zijn trofeeën die hij in Oekraïne won, zijn van zijn erelijst geschrapt.